# Valentino Gasparella
Valentino Gasparella (Isola Vicentina, 30 juni 1935) is een voormalig Italiaans wielrenner.
Gasparella won tijdens de Olympische Zomerspelen 1956 samen met zijn ploeggenoten de gouden medaille op de ploegenachtervolging. Nadien stapte Gasparella over naar de sprint, in 1958 en 1959 werd hij wereldkampioen. Tijdens de Olympische Zomerspelen 1960 in eigen land won Gasparella de bronzen medaille op de sprint.

## Resultaten
| Jaar | WK     | Olympische Zomerspelen |
| ---- | ------ | ---------------------- |
| 1956 |        | ploegenachtervolging   |
| 1957 | sprint |                        |
| 1958 | sprint |                        |
| 1959 | sprint |                        |
| 1960 |        | sprint                 |

1908: Jones, Kingsbury, Meredith, Payne ·
1920: Magnani, Carli, Ferrario, Giorgetti ·
1924: De Martini, Dinale, Menegazzi, Zucchetti ·
1928: Facciani, Gaioni, Lusiani, Tasselli ·
1932: Pedretti, Borsari, Cimatti, Ghilardi ·
1936: Nizerhy, Charpentier, Goujon, Lapébie ·
1948: Decanali, Adam, Blusson, Coste ·
1952: Morettini, Campana, de Rossi, Messina ·
1956: Gasparella, Domenicali, Faggin, Gandini ·
1960: Vigna, Arienti, Testa, Vallotto ·
1964: Streng, Claesges, Henrichs, Link ·
1968: Lyngemark, Olsen, Asmussen, Jensen ·
1972: Schumacher, Colombo, Haritz, Hempel ·
1976: Vonhof, Braun, Lutz, Schumacher ·
1980: Manakov, Movtsjan, Ossokin, Petrakov ·
1984: Grenda, Turtur, Nichols, Woods ·
1988: Jekimov, Kasputis, Neljoebin, Oemaras ·
1992: Fulst, Glöckner, Lehmann, Steinweg ·
1996: Capelle, Ermenault, Monin, Moreau ·
2000: Fulst, Bartko, Becke, Lehmann ·
2004: Brown, McGee, Lancaster, Roberts ·
2008: Clancy, Manning, Thomas, Wiggins · 
2012: Burke, Clancy, Kennaugh, Thomas · 
2016: Burke, Clancy, Doull, Wiggins · 
2020: Consonni, Ganna, Lamon, Milan · 
2024:  Bleddyn, Welsford, Leahy, O'Brien